# Lillsjön (Hedesunda socken, Gästrikland)
Lillsjön var en sjö, nu våtmark, i Gävle kommun i Gästrikland och ingår i Dalälvens huvudavrinningsområde. Sjön har en area på 0,139 kvadratkilometer och ligger 62,9 meter över havet.

## Delavrinningsområde
Lillsjön ingår i det delavrinningsområde (670101-156052) som SMHI kallar för Mynnar i Ålboån. Medelhöjden är 65 meter över havet och ytan är 21,21 kvadratkilometer. Räknas de 2 avrinningsområdena uppströms in blir den ackumulerade arean 50,63 kvadratkilometer. Getbroån som avvattnar avrinningsområdet har biflödesordning 3, vilket innebär att vattnet flödar genom totalt 3 vattendrag innan det når havet efter 72 kilometer. Avrinningsområdet består mestadels av skog (63 procent) och sankmarker (23 procent). Avrinningsområdet har 1,01 kvadratkilometer vattenytor vilket ger det en sjöprocent på 4,7 procent.